# Distopyrenis americana
Distopyrenis americana är en lavart som beskrevs av Aptroot. Distopyrenis americana ingår i släktet Distopyrenis och familjen Pyrenulaceae.   Inga underarter finns listade i Catalogue of Life.